# Grande carrière Wincqz
La Grande Carrière Wincqz est une ancienne carrière de pierre bleue (petit granit), située à Soignies. Le site date du milieu du XIXe siècle. Ce dernier fut construit pour accueillir l'entreprise de Grégoire Wincqz (1783-1852) qui sera, par la suite, reprise et développée par son fils Pierre Joseph Wincqz (1811-1877). Classé en 1992, le site (Pôle de la Pierre) a été réhabilité pour y accueillir un Centre de formation aux métiers de la pierre (2016-17) et du patrimoine (2015). L'espace de formation est pleinement actif depuis le printemps 2020.

## Configuration du site
Le site classé comporte différents bâtiments dont la construction s'est déroulée entre 1843 et 1850. Ils sont situés rue Mademoiselle Hannicq, 32-40, à Soignies.

### La grande scierie (1843)
Cet édifice imposant au style néanmoins soigné accueillait les armures au moyen desquelles les blocs de pierre bleue étaient débités en tranches de différentes épaisseurs selon l'écartement que l'on assignait aux différentes lames. Ces appareillages étaient mus par une machine à vapeur dont subsiste l'imposante cheminée. Un système de collecte des boues de sciage était aménagé au sol. Le bâtiment est percé de larges baies sur toute sa longueur et de grands portiques latéraux permettaient le transit des blocs depuis la plaque tournante.

### Le pavillon du treuil
La date de construction du pavillon du treuil est incertaine mais de toute façon antérieure à 1850. Ce bâtiment central était positionné dans l'axe de la rampe qui plongeait dans le trou. Une machine à vapeur permettait de remonter en surface les blocs extraits. Arrivés en surface, ils étaient positionnés sur la plaque tournante qui permettait de les acheminer sur un "char à bloc" vers la grande scierie. Le pavillon du treuil servait également, via une autre ouverture pratiquée dans sa façade Sud, à treuiller des blocs d'une carrière située de l'autre côté de la Senne (couverte à cet endroit) qui le jouxte.

### La forge et la menuiserie
La forge avait de multiples fonctions. Il s'agissait de fabriquer les outils à main permettant la taille de la pierre, de ferrer les chevaux, de couler certaines pièces. Le bâtiment, attenant à celui du treuil, est percé de trois baies étroites qui permettaient aux chevaux d'accéder au travail où ils étaient entravés pour être ferrés. La menuiserie est le dernier atelier de ce bâtiment. Elle servait principalement à réaliser les gabarits servant au moulage de pièces en fonte.

### Les bureaux (1847)
Ce bâtiment a pignon sur rue, au propre puisqu'il est perpendiculaire à la rue Mademoiselle Hannicq et au figuré avec l'imposante pierre qui en orne la façade et qui fut réalisée pour l'Exposition universelle de Paris en 1855. Ce monolithe, haut de 8 mètres, large de 2,53 mètres et d'une épaisseur de 18 centimètres, richement orné, était le fleuron par lequel Pierre-Joseph Wincqz souhaitait démontrer sa maîtrise technologique et l'habileté de ses tailleurs de pierre ornemanistes.

### Le rivage de la grande Carrière
Ces maisons, qui forment des corons à formes géométriques, à la manière de l'habitat minier, furent construites par les Wincqz, dès le XVIIIe siècle, pour accueillir les familles de tailleurs de pierre. L'édification de ces maisons ouvrières s'achève en 1843.

### Le garage à locomotive
En 1841, le chemin de fer arrive à Soignies. Les Wincqz négocient avec l'État belge le "Concédé" qui leur permettra de relier leur réseau privé à celui de la SNCB. À l'extrémité du concédé se situe le hangar qui servait à abriter la locomotive.

## Exploitation
La Grande carrière Wincqz fut exploitée jusque dans les années trente. À partir de cette date, elle fut progressivement comblée tandis que s'ouvrait un nouveau site d'exploitation (Carrière Gauthier-Wincqz) à une encablure de là. Les bâtiments continuèrent à être utilisés jusque dans les années soixante. Désaffectés ensuite les bâtiments subirent les assauts du temps. Certaines mesures de conservation furent prises au moment de l'arrêté de classement survenu en 1992 et plusieurs projets de réaffectation virent le jour. En 2012, l'Institut du patrimoine wallon, l'IFAPME et Forem Formation signent un accord en vue de sa réaffectation en Centre de formation aux métiers de la pierre et du patrimoine.

## La lithographie de Canelle
En 1854, le lithographiste Adrien Canelle réalise pour la "Belgique industrielle" une lithogravure de la carrière Wincqz qu'il intitule: "Carrières et scieries de pierre bleue de M. P. J. Wincqz à Soignies".